# Eumichtis protensa
Eumichtis protensa là một loài bướm đêm trong họ Noctuidae.